# Antonio Elia

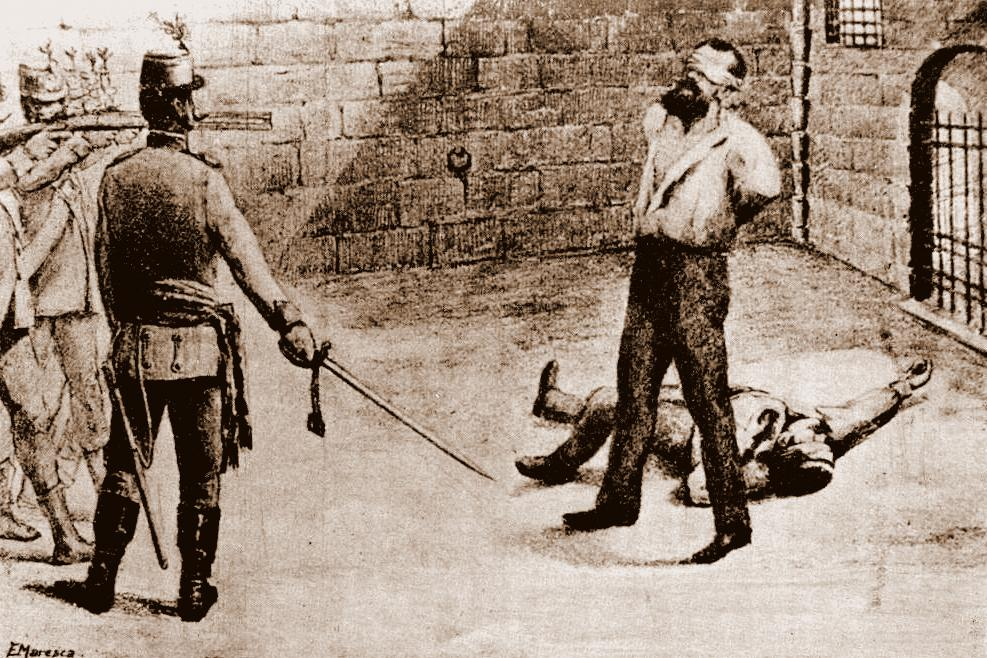
Fucilazione di Antonio Elia

(Giuseppe Garibaldi in una lettera al figlio Augusto Elia)
Antonio Elia (Ancona, 3 settembre 1803 – Ancona, 25 luglio 1849) è stato un marinaio e patriota italiano.

## Biografia

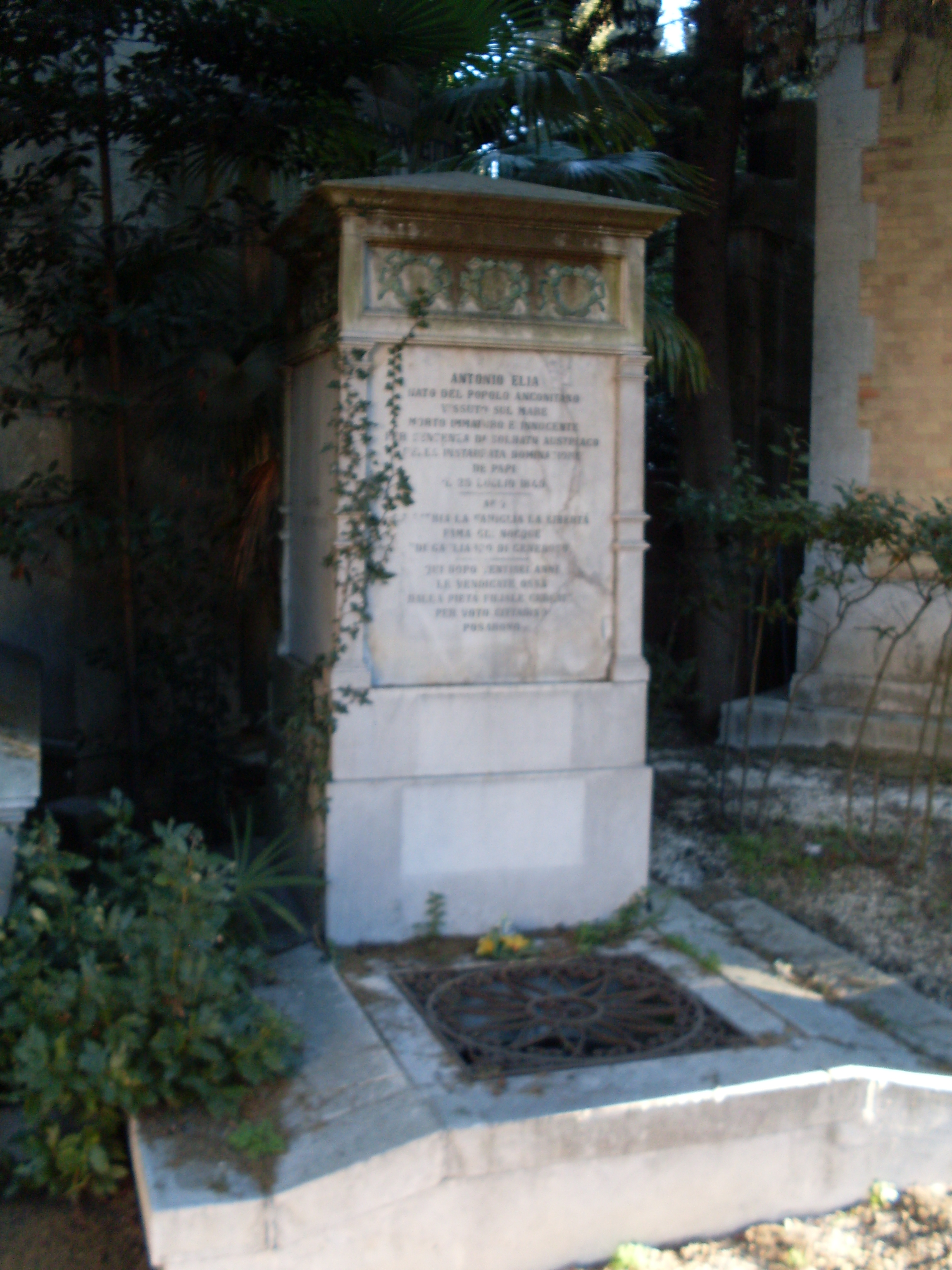
Ancona - tomba di Antonio Elia al cimitero di Tavernelle

### Nascita e descrizione
Nacque ad Ancona il 3 settembre 1803 da Sante e da Caterina Blasi, in una famiglia dedita da molte generazioni ad attività marinaresche. Continuando la tradizione del nonno Andrea e del padre Sante fu avviato anch'egli, all'età di quattordici anni, alla vita di mare, alla quale spirito di avventura, coraggio e resistenza fisica lo rendevano particolarmente adatto. Il suo aspetto viene descritto in maniera particolareggiata da Giuseppe Garibaldi e dal figlio Augusto, che ci informano circa la sua statura e la sua perfetta forma fisica (agile, disinvolto, svelto nei movimenti): "Elia non era alto di statura, non era un Ercole, un Anteo, ma le sue forme avrebbero servito di modello allo scultore per scolpire Achille...". Insomma: si trattava del vero "tipo del marinaio italiano", secondo i canoni dell'epoca. La sua barba sappiamo essere stata folta e di colore rosso acceso, grazie alla meticolosità dei pubblici ufficiali dell'epoca, adoperatisi a riportare nomi, cognomi e soprannomi dei vari capifamiglia. In questo caso la burocrazia ottocentesca, solitamente lacunosa e zeppa di errori, ha saputo rendersi utile, informandoci del nomignolo attribuito ad Antonio, "Barbarossa", condiviso col padre Sante, che godeva anche di quello di "Barbalunga". Altro soprannome diffuso tra gli amici era quello di "Cuor di Leone"; Antonio inoltre era detto "il Mondezzaro", secondo alcuni per l'abitudine consolidata di fermarsi ad un angolo tipico del suo quartiere dedicato a quelle operazioni, secondo altre fonti invece per aver vinto una gara d'appalto per lo smaltimento dei rifiuti. In ogni caso è così che viene definito nel documento della sua ingiusta condanna a morte.

### L'azione contro i pirati barbareschi
Antonio diventò subito un abile navigatore, anche se, essendo analfabeta, non poté diventare ufficiale di marina.
Si distinse per un episodio di eccezionale audacia e coraggio in mare: la sera del 14 settembre 1825 il naviglio "L'Aurora" sul quale egli era imbarcato in qualità di mozzo, un “pielego” o “trabaccolo”, grosso barcone a due alberi tipico del medio e alto Adriatico per il trasporto merci, nel viaggio di ritorno da Livorno, presso Durazzo, venne assalito in mare da pirati barbareschi. L'equipaggio fu fatto prigioniero e rinchiuso nella stiva, tranne il capitano Giovanni Battista Dal Monte, lasciato a governare il timone sotto sorveglianza, e il giovane Antonio, considerato dagli assalitori poco pericoloso, data la giovane età, e da essi adoperato per manovrare la vela latina, di cui ignoravano il maneggio. Antonio si dimostrò docile e disponibile con i corsari, assecondandoli nelle loro richieste, ma poi, con estrema freddezza, non esitò ad approfittare dell'improvvisa occasione di liberarsi. Il comandante Dal Monte, scoperto nella notte a deviare dalla rotta verso Valona imposta dai barbareschi, riuscì a prendere la sua pistola scaricandola contro il capo corsaro che minacciava di ucciderlo. Contemporaneamente il giovane Elia estrasse da sotto il bompresso una mannaia con cui colpì uno dei pirati e ne uccise un altro, correndo subito dopo ad aprire il boccaporto per liberare i compagni prigionieri, che quindi ripresero il controllo dell'imbarcazione, rendendo inoffensivi i pirati rimasti.
Questo gesto gli fruttò l'assegnazione della "Medaglia dei Benemerenti" e una ricompensa in denaro, ma soprattutto una grande popolarità, grazie anche al romanzo "Cantoni il Volontario" di Giuseppe Garibaldi, nel quale viene narrato l'accaduto con spirito epico, allo scopo di sottolineare il coraggio di Elia, facendone il solo eroico protagonista della vicenda, in una visione assolutistica del bene e del male.

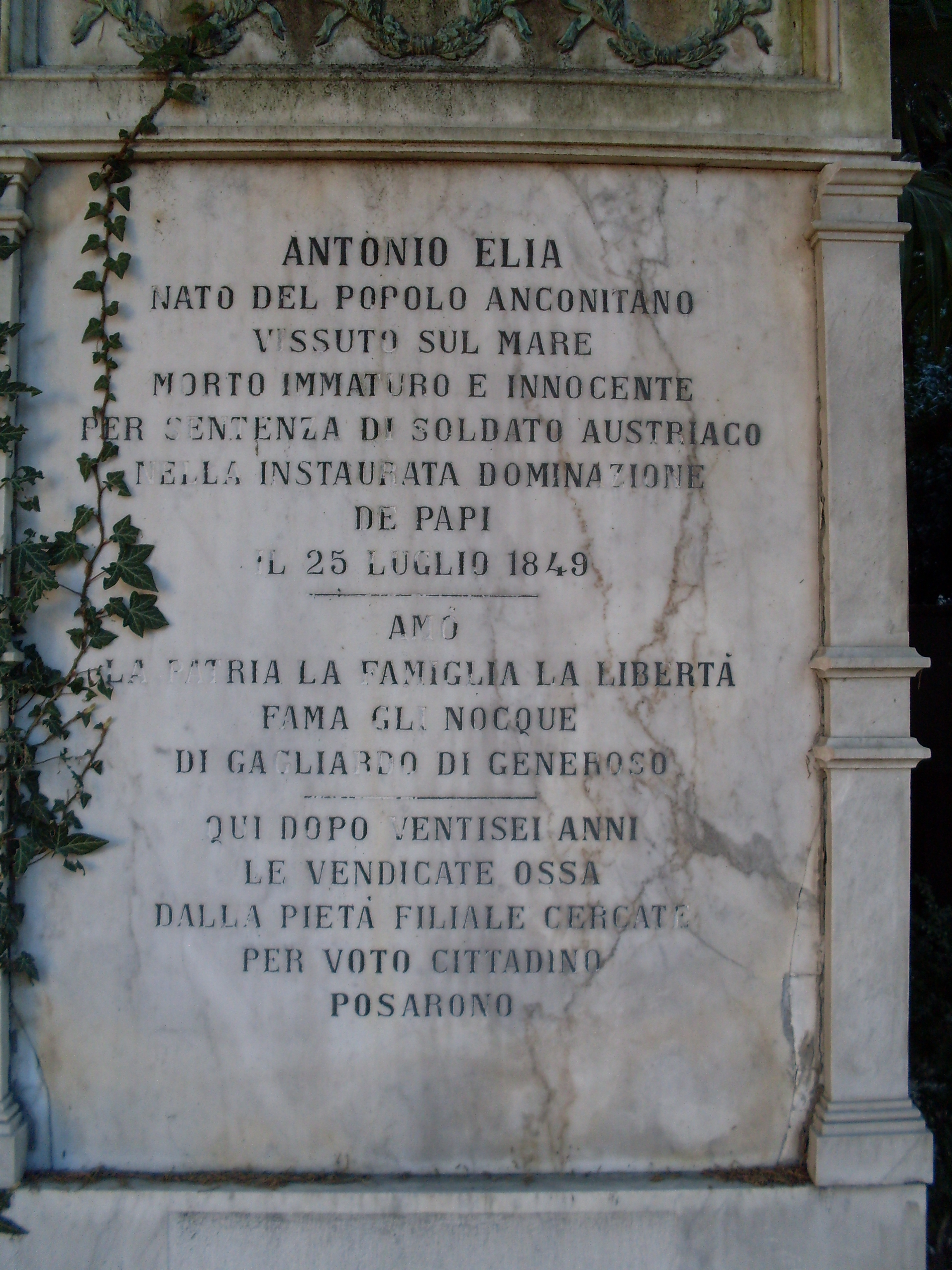
Epitaffio sulla tomba di Antonio Elia nel cimitero di Tavernelle di Ancona.

### L'adesione alla Carboneria e alla Giovine Italia
Venuto a contatto durante i suoi viaggi con esponenti della Carboneria, Elia aderì a questa società segreta nel 1829.
Attento all'evoluzione della situazione politica, partecipò ai moti insurrezionali scoppiati nello Stato pontificio nel 1831.
Poco tempo dopo si iscrisse alla Giovine Italia, istituita ad Ancona il 1º marzo 1832.
Frattanto si era sposato con Maddalena Pelosi, da cui ebbe sette figli, due maschi e cinque femmine. Il maggiore era Augusto, nato nel 1829 ed avviato alla vita marinaresca sin da fanciullo al seguito del padre. Nacquero poi Maria, Filomena, Teresa, Marianna, Nazzareno, che morì in fasce, e Giuseppa, nata alcune settimane dopo la morte del padre e morta durante la fanciullezza, a nove anni.
Avanzò nella sua carriera passando da marinaio semplice a nostromo. Veniva acquistando sempre maggiore autorità presso la gente di mare; capeggiò tra l'altro una vittoriosa agitazione di natura rivendicativa contro gli armatori.
Spesso in navigazione nel Mediterraneo e sugli oceani per il suo mestiere di marinaio, si adoperò, in qualità di messaggero, per mantenere i contatti tra i patrioti esuli in Inghilterra e Francia, acquistando sui suoi compagni "un forte ascendente" per le imprese coraggiose e lo sprezzo del pericolo. Anche il figlio Augusto, che aveva otto anni quando salì per la prima volta, come mozzo, sulla barca del padre, si associò giovanissimo alla Carboneria, come il padre. In seguito aderirà anche alla Giovine Italia e alla Massoneria.
Con la morte di papa Gregorio XVI e l'elezione al pontificato di Pio IX, nuovi fervori di libertà serpeggiarono dentro e fuori l'Italia. Nacquero circoli culturali e politici anche ad Ancona, come il Circolo Anconitano, di stampo prettamente culturale, cui aderivano i moderati, sostenitori della politica riformatrice di Pio IX, e, nel 1847, il Circolo Popolare, di stampo politico, cui aderivano i Carbonari e i Mazziniani e al quale poco dopo parteciperanno anche gli Elia (Antonio, suo figlio Augusto e il fratello Fortunato).
Sempre acceso sostenitore degli ideali patriottici, Antonio si era lasciato coinvolgere in una rissa in un locale del porto di Trieste scampando poi all'arresto.

### L'impegno nella prima guerra d'indipendenza
Antonio si trovava in Inghilterra con il figlio Augusto - destinato a seguire le orme paterne come uomo di mare e soprattutto come combattente per la causa risorgimentale - quando nel marzo 1848 scoppiarono le cinque giornate di Milano. Alla notizia dei moti italiani e della dichiarazione di guerra all'Austria da parte di Carlo Alberto, padre e figlio rientrarono in Italia per arruolarsi come volontari nelle legioni che si organizzavano un po' in tutto lo Stato Pontificio, poiché, sebbene convinti sostenitori dell'idea mazziniana, desideravano comunque partecipare agli eventi bellici che si svolsero nell'alto Adriatico e alla sperata liberazione dell'Italia dall'oppressione straniera.
S'imbarcarono assieme sul piroscafo Roma. I primi entusiasmi però si spensero fulmineamente alla fine di aprile, quando papa Pio IX, che, con la sua adesione al progetto politico di Carlo Alberto, aveva suscitato moti d'entusiasmo tra i federalisti neoguelfi, si dissociò platealmente dalla guerra all'Austria, facendo così precipitare gli eventi.
I repubblicani anconetani, lontani dall'idea di abbandonare la causa dell'indipendenza, si unirono alle truppe piemontesi, e tentarono il tutto per tutto, con la tenue speranza di ritardare il più possibile l'arrivo degli imperiali a Roma.
Antonio partecipò, assieme al figlio Augusto, di soli diciannove anni, al blocco delle forze navali austriache a Trieste (giugno-agosto 1848).

### Antonio Elia e Giuseppe Garibaldi
Dopo la firma il 9 agosto dell'armistizio Salasco, rimase solo Venezia nel Lombardo-Veneto ad opporre una eroica resistenza alle truppe straniere.
Giuseppe Garibaldi si trovava in Emilia-Romagna in attesa di partire con le sue modeste truppe (90 uomini circa) per dare man forte agli assediati in laguna, quando la situazione precipitò anche a Roma. Il 15 novembre nella capitale fu assassinato Pellegrino Rossi; il suo governo fu sostituito da un Governo democratico presieduto da mons. Carlo Emanuele Muzzarelli (un alto prelato sensibile alle istanze liberali), nominato dal papa, ma, dopo nove giorni, il 24 novembre Pio IX decise di fuggire a Gaeta.
La sera del 9 dicembre 1848 Garibaldi arrivò in Ancona, per una breve tappa, mentre si stava dirigendo a Roma per mettersi al servizio del nuovo governo. In quell'occasione Antonio Elia con il fratello Fortunato, detto “Purgatorio”, e il figlio Augusto, fecero da scorta all'Eroe dei Due Mondi lungo le pericolose vie del quartiere del Porto, da loro ben conosciute. Garibaldi era arrivato nel tardo pomeriggio; dopo essersi ristorato all'Albergo della Pace ed essersi recato dal comandante della seconda divisione Luigi Lopez, aveva portato il suo saluto al gonfaloniere della città, conte Filippo Camerata, e si era poi recato al vicino Circolo Anconetano, dove appunto ebbe modo di ritrovare gli Elia.
Antonio aveva conosciuto Garibaldi verso il 1834 a Marsiglia; il Generale era rimasto colpito dalle sue gesta contro i corsari in Adriatico, poi narrate nel suo romanzo "Cantoni il Volontario", e subito un'ammirazione reciproca aveva creato un forte legame tra i due, accomunati dall'amore per il mare e per la libertà. Antonio ne restò amico e sostenitore per tutta la vita. Durante le poche ore di permanenza ad Ancona, Garibaldi, che era giunto in gran segreto desiderando ripartire per Roma al più presto, rischiò di essere riconosciuto, ma Antonio dimostrò ancora una volta l'innegabile prontezza di riflessi di cui era dotato e, avvicinandosi all'uomo sospetto che li stava seguendo, lo esortò "con fare suggestivo" a mantenere il silenzio; questi "che ben conosceva i costumi dei suoi tempi e la risposta da darsi a certe domande", non poté far altro che obbedire e tornare sui suoi passi. È forse proprio questo piglio sicuro e l'atteggiamento impavido, d'uomo coraggioso e pronto a tutto, che suscitò nella maggior parte della popolazione anconetana una stima incondizionata per Elia, e in alcuni una violenta e meschina gelosia nei suoi confronti.
Successivamente, nel gennaio 1849, Antonio raggiunse Garibaldi - che stava organizzando a Macerata una colonna di volontari per la difesa di Roma - per mettersi a sua disposizione. Questi, tuttavia, avendo ben considerato il carisma di Antonio nello spronare l'animo del popolo anconetano e della gente del porto, lo incoraggiò a tornare ad Ancona per dare sostegno all'impresa politica e militare della prima guerra d'indipendenza, assegnandogli, involontariamente, quel ruolo grazie al quale Elia sarà soprannominato il "Ciceruacchio anconetano".
Antonio Elia operò con intelligenza ed equilibrio: in particolare evitò che un incidente occorso tra gente del posto e un gruppo di marinai della flotta sarda si gonfiasse fino a divenire un caso politico.
Svolse con successo opera di proselitismo, vincendo le ritrosie e le superstizioni pseudoreligiose del popolo marinaro, fino al punto di raccogliere il 9 febbraio 1849 una gran folla per festeggiare la proclamazione della Repubblica romana - cui la città di Ancona fece atto di adesione - nella piazza di S. Primiano, dove egli aveva fatto sorgere, di sua iniziativa, "l'Albero della libertà".
Intanto, il 5 febbraio 1849 aveva indirizzato al Ministro del Commercio e Lavori Pubblici a Roma, un'istanza, conservata nell'archivio di Stato di Roma, nella quale egli, in qualità di nostromo, ossia basso ufficiale a bordo di bastimenti quadri e vapore, avendo viaggiato in quasi tutti i mari del mondo e avendo dato prove di non dubbie capacità nell'arte del commercio e della marina, chiedeva che gli venisse concessa, in via di grazia, la patente di piccolo cabotaggio, anche se non sa né leggere né scrivere. La petizione fu caldeggiata dal Presidente della Provincia di Ancona G. Camillo Mattioli, il quale sosteneva che la lunga pratica suppliva nelle persone di mare a studi teorici. Antonio veniva segnalato come “uno dei primi nostromi della Marina Romana” nel tentativo, riuscito, di fargli ottenere una deroga perché potesse sostenere il solo esame di pratica, più complesso poiché includeva il non sostenibile esame teorico. Gli eventi politici, però, evolvevano rapidamente e non è certo che Antonio sia riuscitp a sottoporsi alla prova.
Egli, pur fervente repubblicano, si adoperò, collaborando fattivamente con il commissario inviato dalla Repubblica romana, Felice Orsini, alla repressione degli eccessi antipapalini cui si abbandonarono i più facinorosi, aderenti alla cosiddetta compagnia degli "ammazzarelli"

### L'impegno durante l'assedio austriaco alla città
Il 25 maggio 1849 le truppe austriache del generale Franz von Wimpffen posero Ancona in stato di assedio: Ancona - unico centro che rimaneva alla Repubblica Romana sul litorale adriatico per ritardare la marcia austriaca su Roma - era considerata “piazzaforte di molta importanza strategica” non solo per il governo del triumvirato, ma anche per gli austriaci che, occupandola, avrebbero potuto intercettare aiuti e rifornimenti per Venezia, affrettando così la sua resa.
La città era una piazzaforte ben munita, ma difesa da appena quattromila soldati volontari, provenienti da varie regioni d'Italia, guidati dal coraggioso Livio Zambeccari. L'attacco da terra e da mare cominciò il 27 maggio. Antonio e suo figlio Augusto ebbero una parte di rilievo nella difesa della città.
Antonio era imbarcato come nostromo sul vapore nazionale "Roma", con Augusto in qualità di timoniere, e Raffaele Castagnola comandante; essi il 5 giugno 1849 catturarono una lancia austriaca senza bandiera.
La città, in stato d'assedio, trovò in Antonio uno dei suoi più strenui difensori, anche contro il parere del fratello Pietro, che vedeva la situazione farsi sempre più difficile. Raccontò Augusto che durante l'assedio vi era "tutti i giorni un combattimento; sui forti, sui baluardi, sulle barricate, all'aperto". Secondo il Santini, "la marina mercantile anconitana della quale era a capo Antonio Elia fece nella difesa del patrio suolo bravamente il suo dovere". Il 16 giugno, ventitreesimo giorno di combattimenti, gli assediati erano ormai allo stremo. Antonio contribuì notevolmente al mantenimento della disciplina fra gli assediati, sedando un'insurrezione fra i venti cannonieri della Lanterna, dove si trovava dislocato il fratello Fortunato, contro il capitano Costa, che voleva mandare gli artiglieri di marina ai forti per il cambio della difesa terrestre, mentre la situazione avrebbe richiesto invece nuovi e più prestanti rinforzi alla batteria della Lanterna. Vi era inoltre un grande malumore a causa della diminuzione del soldo, che per altro essi già ricevevano non in contante, ma in una sorta di credito cartaceo. Il giorno successivo la città, esausta per i bombardamenti delle ultime quarantott'ore, fu costretta, anche contro il parere di molti, a cedere.
Elia fu tra i promotori di una manifestazione popolare che invitava i cittadini ad una difesa ad oltranza: "Nessuno parlò di resa e nemmeno il popolo, il quale capitanato dal patriotta Antonio Elia, acclamava in pubblica dimostrazione alla resistenza…". Ma la situazione era ormai compromessa e la città, priva delle forze che le sarebbero state necessarie per resistere ancora, si arrese.
Così, dopo 24 giorni di assedio, due settimane di bombardamenti e vari episodi di eroismo (che fecero conquistare alla città, una volta entrata nel Regno d'Italia, la medaglia d'oro come "benemerita del Risorgimento nazionale" nel 1898) , il 17 giugno Zambeccari accettò la proposta di resa avanzata dal Wimpffen, che venne firmata il 19.
I compagni di Antonio, tra i quali il poeta Barattani ed il figlio Augusto, temevano per la sua vita, in quanto era un personaggio scomodo, perché di grande ascendente sulle masse popolari, nonché fortemente compromesso dai suoi mai nascosti trascorsi carbonari e repubblicani, e lo invitarono e fuggire a Corfù su un bastimento anconetano battente bandiera inglese fatto approntare dal patriota Nicola Novelli, assieme ad altri che non si reputavano sicuri nel restare in Italia. Egli, sottovalutando i rischi ai quali andava incontro, rifiutò decisamente una fuga che riteneva del tutto inutile e anzi dannosa per il bene della sua famiglia, per la quale era fortemente preoccupato, anche per lo stato di avanzata gravidanza della moglie. Scrisse Augusto: "….rispondeva di avere la coscienza tranquilla, di nulla avere a temere, non volere quindi volontariamente abbandonare la patria e la famiglia, e restò".
Il 21 giugno i difensori della città consegnarono la Cittadella ed i forti e furono salutati dai vincitori con l'onore delle armi; e, finché il Wimpffen fu comandante della guarnigione di occupazione della città, non ci furono atti di persecuzione nei confronti dei patrioti.

### L'arresto e la condanna a morte
Quando un mese dopo l’occupazione fu nominato il nuovo capo della guarnigione: Pfanzelter. Antonio, ritenuto un personaggio scomodo e pericoloso, venne arrestato con un pretesto.
Secondo il figlio Augusto, "era necessario dare un terribile esempio alla popolazione, applicando la legge stataria su uno dei capi del popolo". Considerato, dunque, il soggetto ideale da punire, per cancellare qualsivoglia velleità di ribellione potesse ancora albergare negli animi degli anconetani, fu fatto oggetto di una denuncia anonima, forse creata ad arte, che lo diceva possessore di un'arma da taglio. Secondo il Costantini sulla vicenda di Antonio Elia "si fece in Ancona un gran discorrere e si formò la convinzione che egli fosse la vittima di una delle tante denunce anonime, che l'onesto Wimpffen dispregiava, ma che il suo successore accettava e coltivava".
Pertanto, nella notte del 20 luglio 1849 la sua abitazione fu circondata da gendarmi papalini e soldati austriaci e perquisita: in casa non si trovò nulla di compromettente, ma nel condotto di una latrina che serviva la sua come altre tre abitazioni fu rinvenuta un'arma di incerta provenienza e ciò bastò per farlo arrestare. Dopo un processo sommario, Antonio Elia venne condannato a morte.
Nella "notificazione" della condanna, accanto all'imputazione relativa al possesso dell'arma, si faceva riferimento a una sua presunta appartenenza alla setta degli "ammazzarelli" e, in forma del tutto generica, a delitti politici commessi nei mesi precedenti. Quest'accusa è confutata dal Giangiacomi, sulla base delle risultanze processuali contro i membri della setta fatti arrestare da Felice Orsini nell'aprile 1849 e rinchiusi nella Rocca di Spoleto. Nove di essi poi vennero fucilati dai soldati del papa nel Lazzaretto di Ancona il 25 ottobre 1852, previo regolare processo: "Ho letto le ordinanze della Sacra Consulta contro i condannati a morte, a tempo, o in contumacia, per i delitti di Ancona e mai vi rinvenni, nemmeno per incidenza, il nome di Antonio Elia" che pure nella sentenza è accusato proprio di essere il principale autore di tali delitti. Riferisce inoltre numerose testimonianze a favore di Antonio. Enea Costantini riferisce che l'innocenza di Elia non solo era "cosa notoria in Ancona", ma che la prova della sua innocenza sta proprio in quelle sentenze della Sacra Consulta con cui si condannano i veri esecutori degli omicidi, con menzione di "tutti, autori materiali e mandanti, detenuti e contumaci; ed i fatti sono esaminati con quella minuziosa analisi che era propria del sistema probatorio dei giudizi criminali d'allora". A conferma ulteriore starebbe la confessione di uno dei fucilati del 1852, resa nel dicembre 1849. Allo scopo, vano, di conseguire l'immunità, l'imputato rese una confessione assai completa, rivelando senza alcuna omissione, i nomi di tutti i settari di sua conoscenza, ma mai pronunciò il nome di Antonio; tra l'altro è da escludersi che tale omissione potesse derivare dal timore di nuocere all'Elia, già fucilato più di quattro mesi prima.
Antonio fu fucilato il 25 luglio 1849, a soli cinque giorni dall'arresto, nel carcere anconetano di Santa Palazia, assieme a Giuseppe Magini (un contadino di Montesicuro reo di aver resistito alla forza pubblica esplodendo un colpo di fucile contro una pattuglia notturna), mentre sua moglie Maddalena Pelosi (in attesa di una bambina), che con le quattro figlie aveva appena ottenuto il permesso di visitarlo e stava entrando nel carcere, implorava le guardie di poter rivedere il marito per l'ultima volta; le fu risposto "che era troppo tardi".
Poco tempo dopo il figlio Augusto, essendosi messo in luce per aver salvato una giovane dalla violenza di quattro mercenari, che egli "aveva resi malconci", fu costretto a fuggire a Malta, inizio di un lungo periodo di esilio e di viaggi. Tornò in Italia per partecipare alla Spedizione dei Mille, durante la quale, a Calatafimi, salvò la vita di Garibaldi, frapponendo il suo corpo ad una pallottola destinata al generale.
La moglie di Antonio, Maddalena, visse a lungo, con la figlia Teresa, ma abbandonò la casa che aveva diviso con il marito subito dopo la sua morte, trasferendosi, dice il Giangiacomi, anche perché sui padri Paolotti, proprietari del fabbricato, gravava il sospetto di aver partecipato alla messinscena contro Antonio.
Il corpo di Antonio Elia fu sepolto segretamente, per evitare che il popolo e la famiglia ne facessero un martire della reazione papalina; solo nel 1875 fu rivelato al figlio il luogo della sepoltura. Augusto poté così recuperare le spoglie paterne, che ora riposano nel cimitero delle Tavernelle, sotto un piccolo monumento dedicato all'eroe dalla cittadinanza anconetana.
Nel 1926 gli venne intitolato l'Istituto nautico di Ancona.